# St. Regis Park (Kentucky)
St. Regis Park és una població dels Estats Units a l'estat de Kentucky. Segons el cens del 2000 tenia 1.520 habitants.

## Demografia
Segons el cens del 2000, St. Regis Park tenia 1.520 habitants, 582 habitatges, i 463 famílies. La densitat de població era de 1.630,2 habitants/km².
Dels 582 habitatges en un 30,4% hi vivien nens de menys de 18 anys, en un 70,6% hi vivien parelles casades, en un 7,2% dones solteres, i en un 20,4% no eren unitats familiars. En el 19,1% dels habitatges hi vivien persones soles el 10,8% de les quals corresponia a persones de 65 anys o més que vivien soles. El nombre mitjà de persones vivint en cada habitatge era de 2,61 i el nombre mitjà de persones que vivien en cada família era de 2,98.
Per edats la població es repartia de la següent manera: un 23,2% tenia menys de 18 anys, un 5,9% entre 18 i 24, un 21,8% entre 25 i 44, un 30,9% de 45 a 60 i un 18,2% 65 anys o més.
L'edat mediana era de 44 anys. Per cada 100 dones de 18 o més anys hi havia 93,7 homes.
La renda mediana per habitatge era de 73.350 $ i la renda mediana per família de 81.498 $. Els homes tenien una renda mediana de 45.078 $ mentre que les dones 29.637 $. La renda per capita de la població era de 31.975 $. Cap de les famílies i el 2% de la població estaven per davall del llindar de pobresa.

## Poblacions més properes
El següent diagrama mostra les poblacions més properes.